# Myrmecophilus polyrhachi
Myrmecophilus polyrhachi är en insektsart som beskrevs av Sigfrid Ingrisch 1987. Myrmecophilus polyrhachi ingår i släktet Myrmecophilus och familjen Myrmecophilidae. Inga underarter finns listade i Catalogue of Life.